# Djazz Chambertin
Djazz Chambertin (* 24. Juni 1997 in Ravenna, Italien) ist eine französische Handballspielerin.

## Karriere

### Im Verein
Djazz Chambertin spielte bis 2023 für OGC Nice Côte d’Azur Handball. 2023 wechselte sie zu Metz Handball. Mit Metz gewann sie 2024 und 2025 die französische Meisterschaft sowie 2024 und 2025 den französischen Pokal. Im Sommer 2025 wird sie zum rumänischen Erstligisten Rapid Bukarest wechseln.

### In Auswahlmannschaften
2023 gab sie ihr Debüt für die französische Nationalmannschaft. Sie wurde im November für die Vorbereitung auf die Weltmeisterschaft 2023 in den erweiterten Kader berufen, absolvierte jedoch im Turnier kein Spiel.